# Kabinett Josef Hoop III
Das Kabinett Josef Hoop III war vom 9. November 1944 bis 3. September 1945 die 5. amtierende Regierung des Fürstentums Liechtenstein unter Vorsitz von Josef Hoop (FBP) in seiner dritten und letzten Amtszeit als Regierungschef.
Josef Hoop setzte 1944 die aus Fortschrittlicher Bürgerpartei (FBP) und Vaterländischer Union (VU) gebildete Koalitionsregierung fort, die im Landtag des Fürstentums Liechtenstein zusammen alle 15 Sitze einnahm. Die Regierung wurde nach der Landtagswahl vom 29. April 1945 fortgeführt.
Wegen Unstimmigkeiten zwischen Regierungschef Hoop und dem Fürsten in Bezug auf die Wiedereröffnung der Gesandtschaft in Bern 1944 und dem Aufenthalt des NSDAP-Mitglieds Hermann E. Sieger im Land, forderte der Fürst Hoop am 3. September 1945 zum Rücktritt auf.
Nach der langen Amtszeit Hoops war der Wunsch nach einem politischen Aufbruch in der Nachkriegszeit ein weiterer Grund für dessen Abberufung. Hoops Verdienste um den Erhalt des Landes und seiner demokratischen Ordnung blieben allerdings allseits anerkannt.

## Kabinettsmitglieder
|                               | Bild                                     | Name                | Amtszeit                             | Landschaft | Ressort                        |
| Regierungschef                |                                          |                     |                                      |            |                                |
|                               | Regierungschef Josef Hoop                | Josef Hoop          | 9. November 1944 – 3. September 1945 | Unterland  | - Präsidium                    |
| Regierungschef-Stellvertreter |                                          |                     |                                      |            |                                |
|                               | Regierungschef-Stellvertreter Alois Vogt | Alois Vogt          | 9. November 1944 – 3. September 1945 | Oberland   | - Wirtschaft                   |
| Regierungsräte                |                                          |                     |                                      |            |                                |
|                               | Regierungsrat Anton Frommelt             | Anton Frommelt      | 9. November 1944 – 3. September 1945 | Oberland   | - Bauwesen - Schulwesen - Post |
|                               | Regierungsrat Johann Georg Hasler        | Johann Georg Hasler | 9. November 1944 – 3. September 1945 | Unterland  | ?                              |